# KSK Sint-Paulus Opwijk
Maillots
Dernière mise à jour : 8 juin 2015.
Le Koninklijke Sportkring Sint-Paulus Opwijk était un club de football belge basé à Opwijk. Le club évolue en 2013-2014 en première provinciale du Brabant. Le club a évolué auparavant durant 11 saisons en Promotion, le quatrième niveau national belge.
Après être resté inactif durant la saison 2014-2015, le club introduit une demande de démission auprès l'URBSFA en mai 2015. Celle-ci devrait radier le matricule 4013 avec effet effectif au 1er juillet 2015.

## Le Club
- 1938 : fondation de SPORTKRING SINT-PAULUS OPWIJK le 15/07/1938
- 1943 : affiliation à l'Union Royale Belge des Sociétés de Football Association (URBSFA) le 30/10/1943; le club reçoit le numéro matricule 4013
- 1994 : après obtention du titre de Société Royale vers 14/01/1994, changement de dénomination en KONINKLIJKE SPORTKRING SINT-PAULUS OPWIJK (4013)

- 2014 : Le KONINKLIJKE SPORTKRING SINT-PAULUS OPWIJK (4013) décide de rester membre de l'URBSFA mais de se placer un an sous le statut de "club inactif", aucune équipe n'est alignée lors de la saison 2014-2015[1].

- 2015 : mai 2015, Le KONINKLIJKE SPORTKRING SINT-PAULUS OPWIJK (4013) rentre une demande demission de l'URBSFA. La disparition du matricule 4013 deviendrait effective le 01/07/2015..

## Résultats dans les divisions nationales
Statistiques mises à jour le 13 juillet 2012

### Bilan
| Niv | Divisions     | Jouées | Titres | TM Up | TM Down |
| --- | ------------- | ------ | ------ | ----- | ------- |
| I   | 1re nationale | 0      | 0      |       |         |
| II  | 2e nationale  | 0      | 0      |       |         |
| III | 3e nationale  | 0      | 0      |       |         |
| IV  | 4e nationale  | 11     | 0      | 1     |         |
| V   | 5e nationale  | 0      | 0      |       |         |
|     |               |        |        |       |         |
|     | TOTAUX        | 11     | 0      | 1     | 0       |

- TM Up : test-match pour départager des égalités, ou toutes formes de Barrages ou de Tour final pour une montée éventuelle.
- TM Down : test-match pour départager des égalités, ou toutes formes de Barrages ou de Tour final pour le maintien.

### Classements
| Ordre               | Saison  | Nom du club            | Niveau            | Classement final | Remarques   |
| ------------------- | ------- | ---------------------- | ----------------- | ---------------- | ----------- |
| 1                   | 1963-64 | SK St-Paulus Opwijk    | Promotion série B | 3e/16            |             |
| 2                   | 1964-65 | SK St-Paulus Opwijk    | Promotion série B | 6e/16            |             |
| 3                   | 1965-66 | SK St-Paulus Opwijk    | Promotion série C | 13e/16           |             |
| 4                   | 1966-67 | SK St-Paulus Opwijk    | Promotion série B | 13e/16           |             |
| 5                   | 1967-68 | SK St-Paulus Opwijk    | Promotion série A | 15e/16           | Relégué!    |
| séries provinciales |         |                        |                   |                  |             |
| 6                   | 2005-06 | K. SK St-Paulus Opwijk | Promotion série B | 6e/16            | Tour final! |
| 7                   | 2006-07 | K. SK St-Paulus Opwijk | Promotion série B | 8e/16            |             |
| 8                   | 2007-08 | K. SK St-Paulus Opwijk | Promotion série A | 4e/16            |             |
| 9                   | 2008-09 | K. SK St-Paulus Opwijk | Promotion série B | 7e/16            |             |
| 10                  | 2009-10 | K. SK St-Paulus Opwijk | Promotion série B | 13e/16           | Barrages!   |
| 11                  | 2010-11 | K. SK St-Paulus Opwijk | Promotion série B | 15e/16           | Relégué!    |
| séries provinciales |         |                        |                   |                  |             |